# Kanton Chamonix-Mont-Blanc
Kanton Chamonix-Mont-Blanc (fr. Canton de Chamonix-Mont-Blanc) je francouzský kanton v departementu Horní Savojsko v regionu Rhône-Alpes. Skládá se ze čtyř obcí.

## Obce kantonu
- Chamonix-Mont-Blanc
- Les Houches
- Servoz
- Vallorcine